# Michel Geiss
Michel Geiss ist ein französischer Toningenieur, Keyboarder und langjähriger künstlerischer Mitarbeiter von Jean Michel Jarre.

## Karriere
Für das Album Oxygène von Jean Michel Jarre entwarf Geiss ein elektronisches Rhythmusgerät, den Rythmi-Computer. Später folgten der auf Equinoxe eingesetzte Sequenzer Matrisequencer (1977) und der DigiSequencer, den Geiss 1992 mit einem mehrköpfigen Team innerhalb eines halben Jahres entwickelte, und der auf einem Atari 1040 STE basierte. Geiss trat auch als Keyboarder auf den Konzerten Jarres auf, unter anderem bei dem Konzert in Houston zum 25-jährigen Jubiläum der NASA. Die Zusammenarbeit mit Jarre endete mit Oxygene 7–13 im Jahre 1997.
Als Toningenieur arbeitete er neben Jarre auch mit vielen anderen französischen Künstlern zusammen, unter anderem Michel Jonasz, Marc Lavoine, Michel Sardou und Patrick Bruel und 2007 war er für die Soundeffekte auf X-Plorer – A Trip Through The Universe Of Perry Rhodan verantwortlich.